# Koroboniczi (przystanek kolejowy)
Koroboniczi (ros. Коробоничи) – przystanek kolejowy w miejscowości Koroboniczi, w rejonie unieckim, w obwodzie briańskim, w Rosji. Położony jest na linii Briańsk - Homel.

## Historia
Stacja powstała w XIX w. na poleskiej drodze żelaznej, pomiędzy stacjami Uniecza i Rassucha.